# Аримаспи
Аримаспи (Arimaspi) са митичен народ, живял според елините в най-отдалечения североизточен край на Скития, вероятно около планината Алтай. Разказите за тях се базират на стихотворение от древногръцкия поет Аристеас от когото Херодот (III. 116, IV. 27) черпи информация. Иседоните разказват, че аримаспите имали само по едно око (оттук и тяхното скитско име), и крадяли злато от грифоните които го охранявали. В изкуството те обикновено са представени като богато облечени азиатци, живописно групирани с техните врагове грифони; темата често се описва от поети като Есхил до Милтън. Вероятно обаче тяхното злато е реално, тъй като злато все още се добива в Алтай. 